# K2-Tragödie 2008

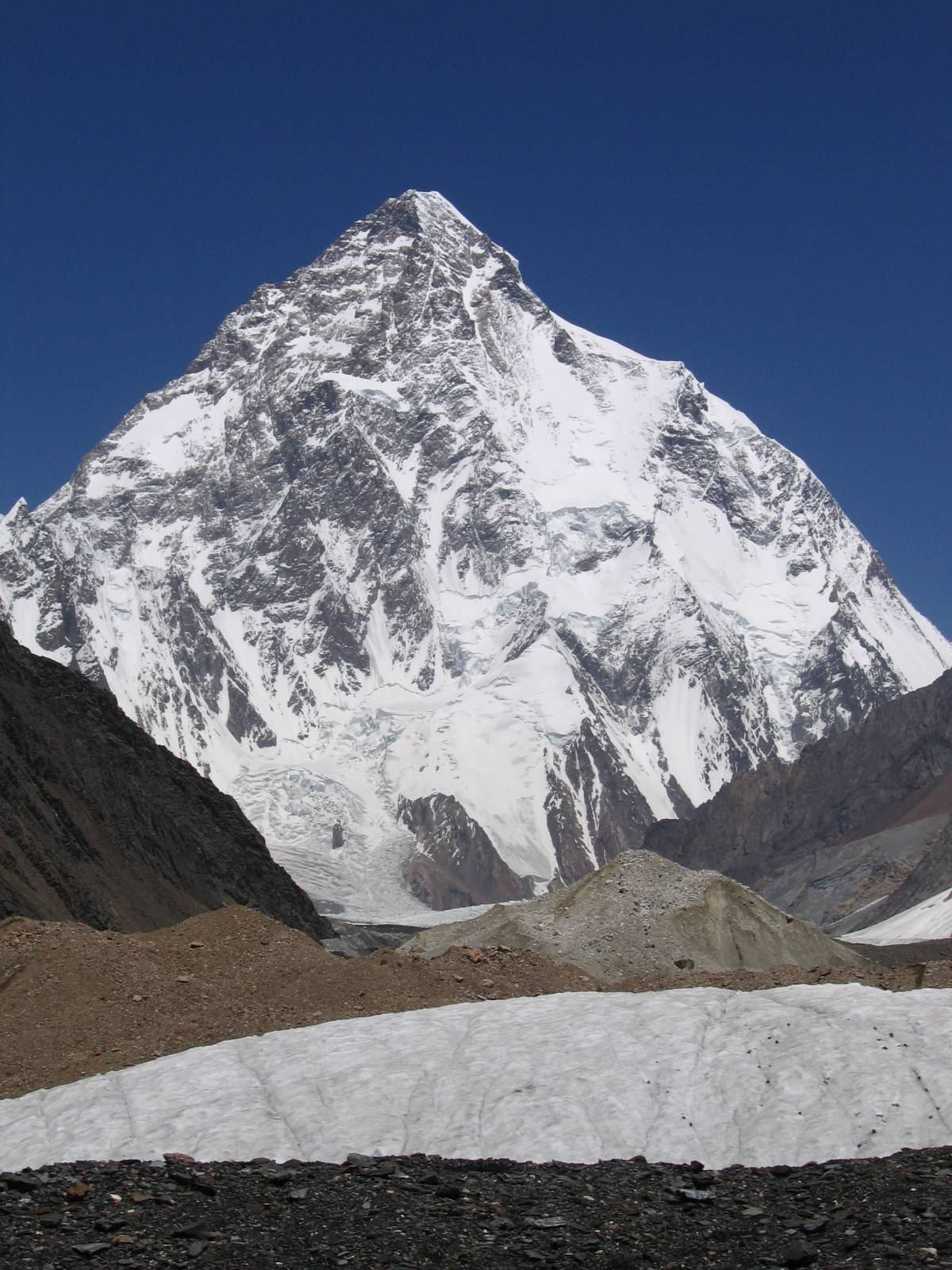
K2

Bei der Tragödie am K2 im Sommer 2008 kamen elf Bergsteiger aus sieben Nationen ums Leben.

## Hintergrund
Der K2 (8611 m) ist der höchste Berg im pakistanischen Karakorum-Gebirge und nach dem Mount Everest der zweithöchste Berg der Erde. Er gilt jedoch unter Bergsteigern als weit anspruchsvoller als der Everest. Dies ist auf seine höhere Steilheit und die Lage weiter im Norden zurückzuführen, was ihm ein sehr extremes und unbeständiges Wetter verleiht. Ein nicht zu unterschätzendes Risiko besteht zudem durch Steinschlag, Lawinen und Abstürze von Séracs.
Seine Erstbesteigung erfolgte erst 1954 durch eine italienische Expedition. Bis zur Tragödie 2008 waren 278 Bergsteiger am Gipfel, davon sind 66 beim Abstieg ums Leben gekommen. Im Sommer 2008 kam es erstmals zu einem regelrechten Massenansturm mehrerer internationaler Expeditionen zum K2. Diese waren:
- norwegische K2-Expedition mit Cecilie Skog (Leiterin), Rolf Bae, Lars Nessa und Øystein Stangeland
- niederländische Norit-Internationale K2-Expedition mit Wilco van Rooijen (Leiter), Cas van de Gevel, Gerard McDonnell (Irland), Pemba Gyalje (Nepal), Roeland van Oss, Jelle Staleman, Mark Sheen (Australien) und Court Haegens
- italienische K2-Expedition mit Marco Confortola (Leiter) und Roberto Manni
- serbische Vojvodina-K2-Expedition mit Milivoj Erdeljan (Leiter), Dren Mandić, Predrag Zagorac, Iso Planić, Miodrag Jovović sowie ihre pakistanischen Sherpas Shaheen Baig, Mohammed Hussein und Mohammed Khan
- amerikanische internationale K2-Expedition mit Michael Farris (Leiter), Eric Meyer, Chris Klinke, Fredrik Sträng (Schweden), Chhiring Dorje (Nepal), Paul Walters (Australien), Chris Warner (Australien) und Timothy Horvath
- südkoreanische Abruzzi-Spur-Flying-Jump K2-Expedition mit Kim Jae-soo (Leiter), Go Mi-Sun, Kim Hyo-Gyeong, Park Kyeong-Hyo, Hwang Dong-Jin, Lee Sung-Rok, Kim Seong-Sang, Son Byung-Woo, Kim Tae-Gyu, Lee Won-Sub, Song Gui-Hwa sowie ihre Sherpas Jumic Bhote, Chhiring Bhote, Pasang Bhote und Pasang Lama
- französische Independent K2-Expedition mit Hugues D’Aubarede (Leiter), Nicholas Rice (USA), Peter Guggemos (Deutschland) sowie den Pakistani Karim Meherban, Qudrat Ali und Jahan Baig
- französische TGW K2-Expedition mit Yannick Graziani, Christian Trommsdorff und Patrick Wagnon
- Sunny Mountain K2-Expedition mit George Dijmarescu (USA), Mircea Leuştean (Rumänien), Teodora Vid (Rumänien), Mingma Sherpa (Nepal) und Ringjing Sherpa (Nepal)
- Tall Mountain K2-Expedition mit den Amerikanern David Watson, Chuck Boyd und Andy Selters
- singapurische K2-Expedition mit Robert Goh Ee Kiat (Leiter), Edwin Siew Cheok Wai sowie den nepalesischen Sherpas Ang Chhiring und Jamling Bhote

- die unabhängigen Bergsteiger Alberto Zerain (Spanien), Hoselito Bite Hoze (Serbien), Nick Nielsen (Grönland), Christian Stangl (Österreich), Jorge Egocheaga (Spanien)

## Ablauf

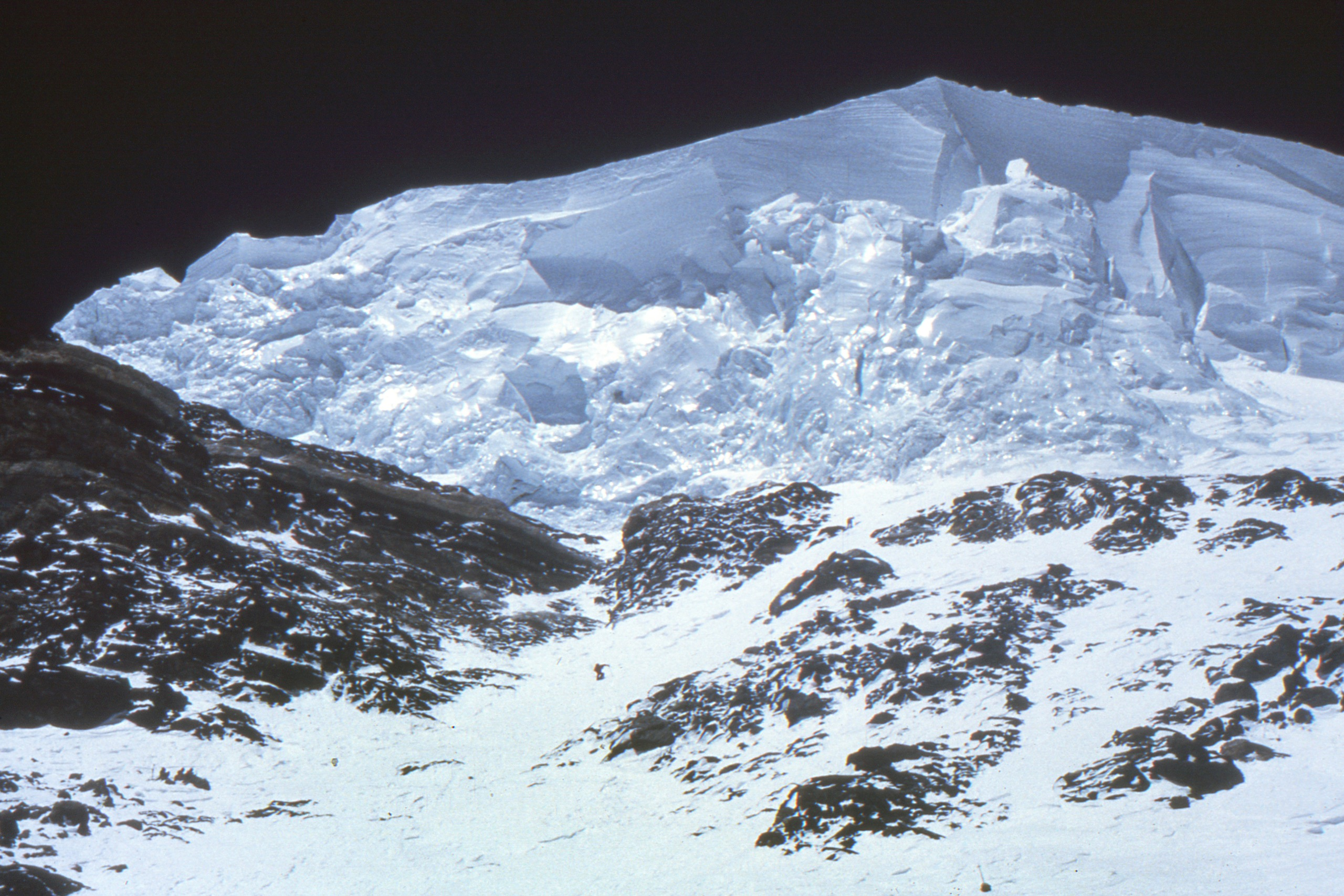
Flaschenhals-Rinne, darüber die mächtigen Séracs

Im Mai 2008 erreichte die niederländische Expedition unter Wilco van Rooijen das K2-Basislager in rund 5000 m Höhe. Sie war von Islamabad aus aufgebrochen und erreichte das Basislager nach elf Tagen. Es war bereits Rooijens dritter Versuch einer Besteigung des K2. Bis Ende Juni errichteten sie Hochlager (Camp 2 auf 6400 m, Camp 3 auf 7050 m und Camp 4 auf 7700 m), befestigten rund 3000 Meter Fixseile und akklimatisierten sich, indem sie tagsüber immer höher stiegen und nachts in tiefere Lager abstiegen, um zu übernachten.
Unterhalb der Flaschenhals-Rinne auf etwa 8200 m begann das Wetter umzuschlagen, weshalb das Team zum Abstieg ins Basislager gezwungen wurde. Bis Anfang Juli stießen weitere Teams unter anderem aus Südkorea, Italien, Serbien, Norwegen, Frankreich, Singapur und den USA mit ihren Sherpas und Hochgebirgsträgern aus Pakistan hinzu, weshalb sich im Basislager durchschnittlich rund 60 Personen aufhielten. Zusammen wollte man auf besseres Wetter warten. Jüngster Bergsteiger im Lager war der 23-jährige Amerikaner Nicholas Rice, ältester der 61-jährige Franzose Hugues D’Aubarede. Einziger Arzt vor Ort war der Amerikaner Eric Meyer.
Nach rund einem Monat Wartezeit aufgrund des Schlechtwetters wurde ein Zeitfenster von wenigen Tagen für Ende Juli bis Anfang August angekündigt. Bis 31. Juli erreichten 31 Bergsteiger über den Abruzzengrat oder die Česen-Route das Camp 4 und bereiteten sich auf den Gipfelaufstieg am nächsten Tag vor. Doch von nun an ereigneten sich zahlreiche Vorfälle. Wilco van Rooijen sagte nach dem Unglück: „Als wir uns auf den Weg zum Gipfel machten, ging auf einmal alles schief.“ Zwei Mitglieder der Wegbaugruppe, die gegen Mitternacht vorausklettern sollten, um die Fixseile durch die Flaschenhals-Rinne und die folgende Traverse zu montieren, zeigten Anzeichen von Höhenkrankheit und mussten absteigen. Darunter befand sich mit dem Pakistani Shaheen Baig auch der erfahrenste Teilnehmer, der als einziger bereits auf dem K2 gestanden hatte. Damit fehlten dem Team zwei bedeutende Arbeitskräfte und rund 400 Meter Seil.
Die nun voraussteigenden Alpinisten montierten die Seile für den Auf- und Abstieg an teils ungeeigneten Stellen, was die später nachfolgenden Kletterer zum Ummontieren zwang und aus dem Zeitplan warf. Als die Sonne aufging, erkannten sie auch, dass die Seile zu kurz waren und daher nicht bis zu den schwierigsten Abschnitten des Aufstiegs reichten, weshalb Seile vom bisherigen Aufstieg abmontiert und oben angebracht werden mussten.
An der Flaschenhals-Rinne entwickelte sich inzwischen ein Andrang von 24 Bergsteigern, die trotz Stauwarnung den Aufstieg angetreten hatten. Nach und nach entschieden sich jedoch einige für den Abstieg, da der Zeitplan schon um Stunden überschritten worden war. Darunter befanden sich der Arzt Eric Meyer, der Schwede Fredrik Sträng, der Niederländer Jelle Staleman und der Amerikaner Nicholas Rice. Rice hatte sich beim Kochen Wasser über die Socken geschüttet und wollte keine Erfrierungen riskieren, während Staleman immer wieder kurzzeitig das Bewusstsein verloren hatte.
Beim Warten unter dem Flaschenhals löste sich plötzlich der Serbe Dren Mandić vom Fixseil. Entweder wollte er andere Bergsteiger überholen oder seine Sauerstoffmaske nachstellen. Dabei rutschte er jedoch aus und stürzte weit über 100 Meter in den Tod. Von Camp 4 brach umgehend eine Rettungsmannschaft mit Eric Meyer auf. Beim Versuch, die Leiche ins Camp 4 zu bringen, verlor der Pakistani Jehan Baig das Gleichgewicht und stürzte ebenfalls in den Tod. Trotz der stundenlangen Verspätung und tödlichen Unfälle entschieden sich viele der Bergsteiger zum weiteren Aufstieg auf den Gipfel, der als erster vom spanischen Alleingeher Alberto Zerain gegen 15 Uhr erreicht wurde, gefolgt von den Norwegern Cecilie Skog und Lars Nessa kurz nach 17 Uhr. Skogs Ehemann Rolf Bae stieg nicht zum Gipfel auf, sondern wartete ca. 100 Meter unter dem Gipfel auf Skog und Nessa. Wenig später trafen auch die fünf Südkoreaner Kim Jae-soo, Go Mi-Sun, Kim Hyo-Gyeong, Park Kyeong-Hyo und Hwang Dong-Jin am Gipfel ein. Ihnen folgten bis etwa 20 Uhr die Niederländer van Rooijen und van de Gevel, der Ire Gerard McDonnell, der Franzose Hugues D’Aubarede und der Italiener Marco Confortola. Auch fünf der Sherpas erreichten den Gipfel.
Alberto Zerain schaffte als einziger den Abstieg noch bei Tageslicht. Bereits im Dunkeln erreichten die drei Norweger das Fixseil am Flaschenhals und begannen, sich daran abzuseilen, ehe sich eine Eislawine über ihnen löste und die Fixseile samt Verankerungen wegriss. Dabei wurde Rolf Bae vor den Augen seiner Frau Cecilie Skog in den Tod gerissen. Cecilie Skog und Lars Nessa schafften den gefährlichen Abstieg ins Camp 4 in einer ungesicherten Begehung nur mit Steigeisen und Eispickeln.
Die anderen Bergsteiger erreichten verstreut die Flaschenhalsstelle und begannen, die Seile für den Abstieg zu suchen. Einige der Alpinisten entschieden sich aufgrund der Dunkelheit und des gefährlichen Geländes für ein Biwak, während andere wie Cas van de Gevel und Pemba Gyalje den Abstieg wagten. Wahrscheinlich wagte auch der Franzose Hugues D’Aubarede den Abstieg, sein Sturz in den Tod wurde jedenfalls von Cas van de Gevel beobachtet.
Am nächsten Morgen begann Wilco van Rooijen, unter Schneeblindheit zu leiden, und entschied sich für einen sofortigen Abstiegsversuch, um seine bei ihm biwakierten Kameraden McDonnell und Confortola nicht zu belasten. Dabei traf er auf die drei Südkoreaner Park Kyeong-Hyo, Kim Hyo-Gyeong, Hwang Dong-Jin, und Jumic Bhote, die anscheinend von derselben Eislawine wie der Norweger aus der Wand gerissen wurden und sich in ihrem Sicherungsseil verfangen hatten. Die Berichte der Überlebenden widersprechen sich an dieser Stelle, manche sprechen von zwei Südkoreanern und Jumic Bhote. Einer der drei oder vier zeigte keine Regung mehr, die anderen waren bereits völlig erschöpft. Unfähig, ihnen zu helfen, ließ er einen Handschuh und seinen Eispickel zurück und stieg weiter ab, verlor jedoch die Orientierung und verfehlte Camp 4. Später trafen auch McDonnell und Confortola auf die Südkoreaner und versuchten ihnen zu helfen. Confortola berichtete später, dass McDonnell wieder höher kletterte. Wahrscheinlich, um das Sicherungsseil der Verunfallten zu entlasten. Confortola verlor den Sicht- und Hörkontakt zu ihm und rief mit dem Funkgerät der Südkoreaner um Hilfe, ehe er sich schließlich stark erschöpft ebenfalls für den weiteren Abstieg entschied.
Die aufgestiegene Rettungsmannschaft für die Südkoreaner fand schließlich den völlig erschöpften Marco Confortola. Bei der Bergung der Verunfallten löste sich eine erneute Eislawine und tötete zwei Südkoreaner und die drei Nepalesen Jumik Bhote, Chhiring Bhote und Pasang Bhote. In dieser Eislawine wurden auch die Überreste eines Mannes gesichtet. Ob es sich dabei um Karim Meherban oder Gerard McDonnell handelte, konnte nie abschließend geklärt werden. Marco Confortola wurde vom wiederaufgestiegenen Sherpa Pemba Gyalje mit Sauerstoff versorgt und später von einem Rettungsteam ins Basislager begleitet. Danach machten sich Pemba Gyalje und Cas van de Gevel auf die Suche nach Wilco van Rooijen, der unterhalb von Camp 4 gesichtet worden war. Dieser war etwa 60 Stunden ohne Schlaf, Ausrüstung und Nahrung unterwegs, ehe er an einem Schneehang übernachtete und erst nachts am 3. August mit fortgeschrittener Schneeblindheit, Höhenkrankheit und schweren Erfrierungen gefunden werden konnte.
Vom Basislager aus wurden schließlich alle Alpinisten bis 6. August vom pakistanischen Militär ausgeflogen. Cas van de Gevel, Wilco van Rooijen und Marco Confortola hatten schwere Erfrierungen erlitten, Confortola und van Rooijen mussten sämtliche Zehen amputiert werden. Der Pakistani Karim Meherban, der den Franzosen Hugues D’Aubarede beim Abstieg vom Gipfel begleitet hatte, wurde nie gefunden.

## Nachwirkungen
Mit elf Toten in nur zwei Tagen handelte es sich um eine der opferreichsten Bergtragödien der Geschichte. Seit 1986, als innerhalb von drei Monaten 13 Bergsteiger ums Leben kamen, gab es zudem kein opferreicheres Jahr am K2. Es gab Kritik von anderen Extrembergsteigern, die den Opfern Ruhmsucht, übertriebenen Ehrgeiz sowie Unerfahrenheit vorwarfen.
Die Todesopfer vom 1. August 2008:
- Dren Mandić (32), Mitglied des Spartak Mountaineering Clubs in Serbien, versuchte die serbische Erstbesteigung des K2, beim Aufstieg durch die Flaschenhals-Rinne abgestürzt.
- Jehan Baig; Hochträger aus Pakistan. Rettete unter anderem den Japaner Hirotaka Takeuchi aus einer Lawine am Gasherbrum II im Jahr 2007. Abgestürzt beim Versuch, den verunfallten Dren Mandić ins Camp 4 abzutransportieren.
- Rolf Bae (33), norwegischer Abenteurer. Durchquerte 2000/2001 in 105 Tagen die Antarktis auf Skiern. Stand 2008 bereits auf dem Great Trango Tower mit Zweitbegehung der Nordostwand. War mit Cecilie Skog verheiratet. Wurde beim Abstieg an der Flaschenhals-Rinne von einer Eislawine erfasst.

Die Todesopfer vom 2. August 2008:
- Hugues D’Aubarede (61); französischer Expeditionsleiter. Stand unter anderem 2004 am Gipfel des Mount Everest. Stürzte beim nächtlichen Abstieg im Bereich der Flaschenhals-Rinne ab.
- Gerard McDonnell (37); irischer Bergsteiger und Bergretter. Lebte und arbeitete in Alaska. Stand unter anderem 2003 am Gipfel des Mount Everest. War 2006 am K2 durch Steinschlag schwer verletzt worden. Stand als erster Ire am Gipfel des K2. Versuchte drei verunfallten Koreanern zu helfen. Wurde im Bereich der Flaschenhals-Rinne tot aufgefunden.
- Hwang Dong-Jin (45), Park Kyeong-Hyo (29) und Kim Hyo-Gyeong (33); Drei von bis dahin 28 Südkoreanern am Gipfel des K2. Beim Abstieg von zwei Eislawinen erfasst.
- Jumik Bhote und Pasang Bhote; nepalesische Sherpas und Cousins sowie Chhiring Bhote; alle drei aus der südkoreanischen Expedition. Die Cousins standen beide am Gipfel des K2. Beim Rettungsversuch der Südkoreaner an der Flaschenhals-Rinne von einer Eislawine erfasst.
- Karim Meherban; Hochträger aus Pakistan. Stand am Gipfel des K2 und begleitete den Franzosen Hugues D’Aubarede beim Abstieg. Er wird seitdem vermisst.

Regisseur Nick Ryan verarbeitete die Tragödie 2012 in der Dokumentation The Summit – Gipfel des Todes. Graham Bowley veröffentlichte 2010 das Buch Kein Weg zurück – Leben und Sterben am K2, das von den Ereignissen von 2008 handelt.
Pemba Gyalje Sherpa wurde 2008 mit dem David A. Sowles Memorial Award des American Alpine Clubs geehrt.